# Mervyn Crossman
Mervyn Crossman   (Home Hill, 7 d'abril de 1935 - Townsville, 20 de juny de 2017) va ser un jugador d'hoquei sobre herba australià que va competir durant les dècades de 1950 i 1960.
S'inicià com a porter, per canviar a lateral a mitjans dels anys 50. Fou 32 vegades internacional per Austràlia, amb qui marcà vuit gols. El 1960 va prendre part en els Jocs Olímpics d'Estiu de Roma, on fou sisè en la competició d'hoquei sobre herba. Quatre anys més tard, als Jocs de Tòquio, guanyà la medalla de bronze en la mateixa competició.
Un cop retirat va exercir d'entrenador en diferents equips australians.